# Archidiocèse de Cotabato
L'archidiocèse de Cotabato (en latin : Archidioecesis Cotabatensis ) est une circonscription ecclésiastique de l'Église catholique en Philippines, dont le siège est à la cathédrale de l’Immaculée Conception de Cotabato, capitale de la province éponyme. 

## Histoire
La prélature territoriale de Cotabato et Sulu est érigée le 11 août 1950 par le Pape Pie XII : son territoire est issu du diocèse de Zamboanga. Elle est alors suffragante de l’archidiocèse de Cagayan de Oro. Le 28 octobre 1953, la prélature cède une partie de son territoire à la nouvelle préfecture apostolique de Sulu et prend alors le nom de prélature territoriale de Cotabato. 
Le 17 décembre 1960, elle cède une autre partie de son territoire au profit de l'érection de la prélature territoriale de Marbel. 
Le 29 juin 1970, la prélature territoriale de Cotabato rejoint la province ecclésiastique de l’archidiocèse de Davao. Le 12 juin 1976, elle perd encore une zone cédée à la nouvelle prélature territoriale de Kidapawan. Mais le même jour Paul VI élève la prélature de Cotabato au rang de diocèse. Le 5 novembre 1979, le pape Jean-Paul II en fait un archidiocèse métropolitain. 
Les clercs placés à la tête de cette circonscription ecclésiastique appartiennent tous à l’ordre des missionnaires oblats de Marie Immaculée (O.M.I.).

## Prélats territoriaux, évêques et archevêques

### Prélature territoriale de Cotabato et Sulu (1950-1953), puis de Cotabato (1953-1976), puis évêché de Cotabato (1976-1979)
- Gérard Mongeau : 27 mars 1951 - 14 mars 1980 (retraite)

### Archevêché de Cotabato (depuis 1979)
- Philip Francis Smith : 14 mars 1980 - 30 mai 1998 (retraite)
- Orlando Beltran Quevedo : 30 mai 1998 - 6 novembre 2018 (retraite)
- Angelito Rendon Lampon : depuis le 6 novembre 2018.